# Гавайско-таитянские отношения
Гавайско-таитянские отношения — двусторонние дипломатические отношения между королевствами Гавайи и Таити, включавшие договор, предлагаемые брачные союзы и обмен торговыми и дипломатическими представителями; длились с начала 1800-х годов до 1880 года.

## История
По преданию, вторая миграция полинезийцев на Гавайские острова шла с юга из места под названием Кахики, которое также называлось Таити. Существовало мнение, что вторая миграция потеснила часть прежних маркезанских поселенцев и сформировала новый класс «али’и». Связь между двумя регионами прекратилась за пять веков до прибытия на Гавайские острова капитана Джеймса Кука, который ранее исследовал Таити. Кук и члены его команды были поражены сходством между таитянским и гавайским языками, и многие члены экипажа, знавшие язык таитянцев, свободно общались с гавайцами. После открытия европейцами Гава́йев, на острова на борту иностранных судов, в качестве моряков или переводчиков, стали прибывать поселенцы с Таити. В 1804 году британский капитан Джон Тернбулл привез пару таитян в Кауаи. Протестантские миссионеры с Таити, возглавляемые Уильямом Эллисом из Лондонского миссионерского общества, прибыли на Гавайи в помощь местным американским коллегам.
За несколько лет до 1804 года гавайский король Каумуалии из Кауаи послал своего эмиссара на Таити, чтобы тот привёз ему оттуда жену, подходящую ему по происхождению и статусу. Он думал заключить союз с таитянами в случае, если король Камехамеха I попытался бы вторгнуться на Кауаи. Посланник так и не вернулся обратно, а поселился на Таити. Перед тем, как похитить королеву Каахуману в 1819 году, Каумуалии планировал сам совершить путешествие на Таити с преподобным Хирамом Бингамом, чтобы изучить возможность заключения торговых соглашений с местным королём и содействовать деятельности миссионеров.
Благодаря оружию европейцев, местные правители на Гавайах и Таити смогли укрепить свою власть и победить соперников. В 1810 году Камехамеха I объединил все восемь Гавайских островов. Помаре I сумел объединить остров Таити с островами Муреа, Тетиароа и Мехетиа, но так и не смог покорить Майяо, или Подветренные острова, которые сохранили независимость и стали отдельными королевствами. Между домами Камехамеха и Помаре велась дипломатическая переписка.

## Послы Гавайев на Таити
Дипломатическое представительство Королевства Гавайи в Королевстве Таити находилось в городе Папеэте. Послы и консулы: Джон К. Самнер с 1883 по 1885 год, Джозеф Т. Когнет с 1888 по 1890 год, А. Ф. Бонет с 1891 по 1893 год. В 1886 году место посла было вакантно.

### Статьи
- Barrere D. Tahitian in the History of Hawai’i: the Journal of Kahikona (англ.) // Hawaiian Historical Society : Hawaiian Journal of History. — 1989. — No. 23. — P. 75—107.
- Judd H. P. Great Britain and France in the Society Islands (англ.) // Hawaiian Historical Society : Hawaiian Journal of History. — 1937. — P. 53—65.
- Taylor A. P. Niniko, 'Garden of Rest' (англ.) // T. H., A. H. Ford; Pan-Pacific Union, Pan-Pacific Research Institution : The Mid-Pacific Magazine. — 1929. — No. 37. — P. 433—440.
- Topolinski J. R. K. Nancy Sumner, Hawaiian Courtlady (англ.) // Hawaiian Historical Society : Hawaiian Journal of History. — 1981. — No. 15. — P. 50—58.

### Книги
- Anderson G. H. Biographical dictionary of Christian missions :  [англ.]. — Grand Rapids, Mich. : Wm. B. Eerdmans Publishing, 1999. — 845 p. — ISBN 0-8028-4680-7.
- Banner S. Possessing the Pacific: land, settlers, and indigenous people from Australia to Alaska :  [англ.]. — Cambridge, Mass. : Harvard University Press, 2009. — P. 151—152. — 400 p. — ISBN 0-674-02612-8.
- Deering M. C. C. How Royalty is Buried // Hawaii Nei :  [англ.]. — San Francisco : W. Doxey, 1899. — P. 101—108. — 197 p.
- Forbes D. W. Hawaiian National Bibliography, 1780—1900 :  [англ.]. — Honolulu : University of Hawaii Press, 1998. — Vol. II. — 599 p. — ISBN 0-8248-2379-6.
- Gulick O. H., Gulick A. E. C. The Pilgrims of Hawaii: their own story of their pilgrimage from New England :  [англ.]. — New York : Fleming H. Revell Company, 1918. — 351 p.
- Jarves J. J. History of the Hawaiian Islands :  [англ.]. — Boston : Tappan and Dennet, 1843. — P. 407.
- Joesting Ed. Kauai: The Separate Kingdom :  [англ.]. — Honolulu : University of Hawaii Press, 1988. — 376 p.
- Kamehiro S. L. The arts of kingship: Hawaiian art and national culture of the Kalākaua era :  [англ.]. — Honolulu : University of Hawaii Press, 2009. — 266 p. — ISBN 0-8248-3358-9.
- Schütz A. J. The voices of Eden: a history of Hawaiian language studies :  [англ.]. — Honolulu : University of Hawaii Press, 1994. — 512 p. — ISBN 0-8248-1637-4.
- Schweizer N. R. Turning tide: the ebb and flow of Hawaiian nationality :  [англ.]. — Bern : Peter Lang, 2005. — 529 p. — ISBN 0-8204-7030-9.
- Queen Pōmare’s Manifesto // The Investigator and Advocate of Independence :  [англ.]. — 1846. — P. 110—120.
- Treaties and conventions concluded between the Hawaiian Kingdom and other powers, since 1825 :  [англ.]. — Honolulu : Pacific Commercial Advertiser Print, 1875. — 115 p.